# Collada de Cal Montsor

La Collada de Cal Montsor, respecte del terme d'Abella de la Conca

La Collada de Cal Montsor, és una collada situada a 1.254,2 m d'altitud situat en el terme municipal d'Abella de la Conca, a la comarca del Pallars Jussà.
Està situada al nord-est de Casa Montsor, al sud-sud-est del Tossal dels Qualls.

## Etimologia
Es tracta d'un topònim romànic modern, de caràcter descriptiu: una collada a prop de Casa Montsor.